# Franklin Baron
Franklin Arthur Merrifield Baron (*1923) was van 1 januari 1960 tot januari 1961 Chief Minister van Dominica.
Franklin Baron werd in 1945 in de gemeenteraad Roseau gekozen. In de jaren '50 werd hij in de Uitvoerende Raad van Dominica gekozen. 
In 1957 richtte Franklin Baron de Dominica United People's Party (DUPP) op. In 1958 verkreeg Dominica autonomie binnen de West-Indische Federatie. De verkiezingen van 1959 werden op Dominica gewonnen door de DUPP van Franklin Baron (ook Frank Baron genaamd). Baron vormde een kabinet en werd Chief Minister. Een jaar later werden er opnieuw verkiezingen gehouden, nadat de regering-Baron was gevallen werden er opnieuw verkiezingen gehouden, deze werden door de Dominica Labour Party (DLP) van Edward LeBlanc gewonnen.
Nadien was Franklin Baron een succesvol zakenman. In de jaren tachtig was hij minister in de regering van Mary Eugenia Charles.
In 2003 publiceerde Irving W. Andre een biografie over Franklin Baron onder de titel Franklin Baron. The Man, the Myth and the Mission.